# Teófilo Cubillas
Teófilo Juan Cubillas Arizaga (Puente Piedra, Lima, 8 de marzo de 1949), popularmente conocido como el Nene, es un exfutbolista peruano que jugó como mediocampista. Es considerado como el máximo referente del fútbol peruano y uno de los mejores jugadores sudamericanos de toda la historia. Reconocido como una leyenda del FC Oporto,
 fue uno de los mejores jugadores del mundo en la década de los 70'.
 Ha sido internacional absoluto con la selección del Perú, de la cual es el tercer máximo goleador histórico. Es considerado por la IFFHS como el mejor futbolista peruano del siglo XX. Entre sus logros principales, se cuentan los premios FIFA del mejor jugador joven y mejor jugador sudamericano y el Balón de bronce en la Copa del Mundo de México 1970, así como el Botín de plata y miembro del equipo ideal del mundial Argentina 1978, también fue campeón y mejor jugador en la Copa América 1975. Es uno de los mejores mediocampistas ofensivos de la historia del fútbol. Es considerado el máximo ídolo del futbol peruano.
Se caracterizaba por ser un mediocampista ofensivo dotado de una técnica exquisita, potencia, cambio de ritmo, habilidad para el regate y una gran capacidad goleadora. Sus tiros libres de media y larga distancia fueron famosos por la precisión con que los ejecutaba. En el campo de juego, se destacó también por su deportividad: nunca fue expulsado.
Es el mediocampista más goleador (10 goles) y con mejor promedio de gol (0.77) en la historia de la Copa Mundial de Fútbol, uno de los 4 máximos anotadores de tiro libre en la historia de la Copa Mundial junto con Pelé, David Beckham y Rivelino, fue cinco veces candidato a mejor futbolista sudamericano del año (1971, 1972 (ganador), 1975, 1977 y 1978) y junto con Gabriel Batistuta es el cuarto máximo goleador latinoamericano en la historia de los mundiales, tras Ronaldo, Pelé y Lionel Messi.
A nivel de clubes, es el segundo máximo goleador histórico del Club Alianza Lima (165 goles). También es el máximo goleador del club blanquiazul en la historia de la Copa Libertadores, el séptimo máximo goleador extranjero en la historia del FC Oporto (66 goles), el máximo goleador histórico del Fort Lauderdale Strikers (65 goles) y el décimo máximo goleador histórico de la liga peruana (152 goles). Fue uno de los goleadores de la Copa Libertadores 1972 convirtiendo 6 goles y es el futbolista peruano con mejor promedio de gol en el fútbol europeo al anotar 72 goles en 122 partidos, logrando un promedio de 0.59 goles por partido, y el que más goles anotó en una temporada europea, al marcar 36 goles en 38 partidos en la temporada 1975-76 con la camiseta del FC Oporto. Es además, el sexto mediocampista más goleador en la historia del FC Oporto.
A nivel nacional Cubillas anotó 268 goles en 467 partidos oficiales en torneos de primera división, ubicándolo como el séptimo mediocampista más goleador de la historia del fútbol,además de ser el tercer mediocampista sudamericano con más goles de la historia, solo detrás de Mario Kempes y Zico. Durante su larga carrera, se cuentan 611 partidos, 340 goles y 249 asistencias. 
Con la selección peruana, es el tercer máximo goleador histórico con 26 goles en 81 partidos. Hasta el 4 de junio de 2016 fue el máximo goleador de la historia de su seleccionado. Ese récord fue superado por Paolo Guerrero en la Copa América 2016 tras anotar ante Haití, después de 38 años. Fue campeón de la Copa América de 1975, en donde fue distinguido como el mejor jugador del torneo. Llegó a los cuartos de final en la Copa del Mundo de 1970, donde fue galardonado como el mejor jugador joven del torneo, obtuvo el Botín de Bronce como tercer máximo goleador y fue incluido dentro de las «3 máximas figuras» del certamen junto con Pelé y Gerd Müller. 
En la Copa del Mundo de 1978, donde nuevamente Perú llegó a los cuartos de final, ganó el Botín de Plata como segundo máximo goleador y fue elegido por la FIFA como el mejor mediocampista ofensivo del mundial y consecuentemente incluido en el equipo ideal. Es el décimo goleador histórico de la Copa Mundial de Fútbol y es el mediocampista más goleador en la historia de los mundiales. Fue elegido por la FIFA como el 2.º mejor jugador joven en la historia de los mundiales, así como uno de los 100 mejores jugadores en la historia de los mundiales por la misma institución en 2018. A nivel continental, fue incluido en el once ideal histórico de la Copa América, según el sitio oficial del certamen continental en 2015.
Por otra parte, es uno de los tres únicos jugadores en marcar cinco o más goles en dos Copas del Mundo diferentes, los otros dos son Miroslav Klose y Thomas Müller. Destacado por sus tiros libres, es considerado uno de los mejores especialistas en lanzamiento de falta de todos los tiempos.
Cubillas ha sido galardonado como Futbolista del año en Sudamérica en 1972— superando en las votaciones a Pelé y es integrante del salón de la fama del Estadio Maracaná. En el 2004 fue nombrado en la lista de los 50 Mejores Jugadores del Siglo XX y uno de los mejor futbolista sudamericano del siglo XX por la IFFHS —ese mismo año fue nombrado en la lista FIFA 100 elaborada por Pelé. En 2008, la revista Sports Illustrated lo incluyó en la oncena ideal de los últimos 50 años del fútbol sudamericano. En 2019 fue incluido por la prestigiosa revista británica FourFourTwo entre los 100 mejores futbolistas de la historia del fútbol ocupando el puesto 66, Es además uno de los 50 jugadores más votados como Mejor futbolista del siglo en todos los rankings históricos que se hicieron al finalizar el siglo XX. Es considerado por la FIFA como una leyenda de la Copa Mundial de Fútbol.

## Trayectoria

### Club Alianza Lima

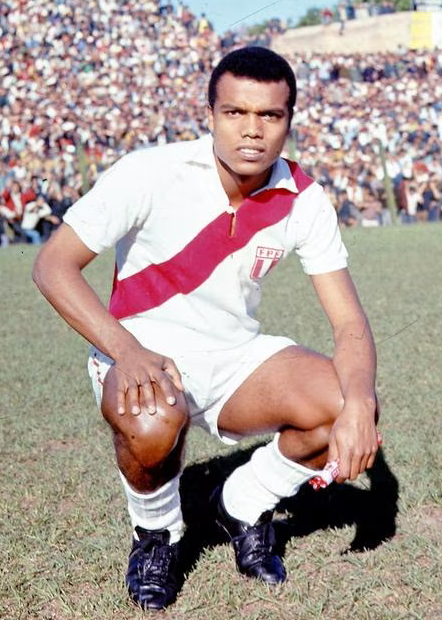
Teófilo en sus inicios con la selección nacional

Nació el 8 de marzo de 1949, en Puente Piedra, distrito al norte de Lima, donde jugaría por el Huracán Boys. Después de un partido de entre su equipo contra el Alianza Lima es invitado a este club en donde se formaría y explotaría su talento. Al mismo tiempo estudiaba en el Colegio Ricardo Bentín del Rímac.Ya en Alianza, logra los torneos juveniles de 1965 y 1966. Debutó a los 17 años en Primera División con Alianza Lima. Ya en su primera temporada fue máximo goleador del torneo con 19 goles. En el verano de 1967, Cubillas de 18 años debuta internacionalmente en un partido amistoso y anota un doblete en la goleada de 6 a 1 sobre el Independiente de Argentina. Es por entonces que se completa con él la delantera de Alianza que se recuerda como el último «Rodillo negro»: «Pitín» Zegarra, Julio Baylón, «Perico» León y «Babalú» Martínez.
Estudió Contabilidad en la Universidad Nacional Federico Villarreal, pero dejó los estudios para jugar las eliminatorias del Mundial de 1970.
En 1970, vuelve a ser el mayor anotador del torneo con veintidós goles. 
Un hecho que expuso el excelente momento futbolístico que estaba viviendo Perú en la década del 70 se dio cuando directivos del Deportivo Municipal y Alianza Lima, formaron en 1971, un combinado para jugar una serie de encuentros amistosos con la finalidad de juntar a Teófilo Cubillas con Hugo Sotil, otra gran estrella de su época, en la recordada Dupla de Oro, que dejó recuerdos imborrables para la afición peruana, como la victoria sobre el Benfica de Eusébio o la goleada de 4 a 1 al FC Bayern de Múnich de Beckenbauer, Müller y Maier, recordada no solo por la tremenda superioridad mostrada sobre el campeón europeo, sino por la gran cantidad de jugadas exquisitas (paredes, caños, regates y goles) que Cubillas y Sotil prodigaron. Esa noche Cubillas anotó un doblete.
En 1972, fue elegido mejor jugador de Sudamérica, siendo elegido por encima de Pelé. Ese mismo año fue también el goleador de la Copa Libertadores con seis tantos junto con otro peruano, Oswaldo Ramírez.

### FC Basilea y FC Oporto
El 31 de octubre de 1973, fue convocado para defender las sedas de la selección de América, contra la selección de Europa, que tenía en sus filas a Johan Cruyff, Eusébio y Franz Beckenbauer, el partido se disputó en el Camp Nou de Barcelona, empataron 4 a 4 y la selección de América ganó en tanda de penales (7-6). En el equipo de América destacaron Héctor Chumpitaz (Capitán), Víctor Espárrago, Miguel Brindisi, Paulo César, Hugo Sotil, Rivelino y principalmente Cubillas.
En 1973, Cubillas terminaría siendo azulgrana, aunque a miles de kilómetros de la ciudad condal. El Basilea sería el primero del futbolista en Europa. Y es que el millonario suizo Ruedi Reisdorf quedó encantado con las actuaciones del peruano y compró su ficha. No fue una negociación fácil, ya que al principio ofreció una cantidad cercana a los 100.000 dólares, pero no contaba con la negativa absoluta de Cubillas, quien no quería abandonar su país en ese momento, y menos para irse a jugar a Suiza.
La respuesta del futbolista no se hizo esperar y rápidamente contestó al magnate con una contraoferta: «300 000 dólares o el pase es imposible». Con una cifra tan escandalosa Cubillas pensó que Reisdorf no aceptaría, pero sí lo hizo. Era tanta la confianza que tenía en el peruano y las ganas de que pudiera terminar jugando en el Basilea, que aceptó pagar aquella mareante cifra. Después de la oferta irrechazable de Reisdorf, Alianza Lima invitó a Cubillas a salir, por lo que el jugador tuvo que incorporarse a la plantilla del club suizo, donde estuvo apenas seis meses por su inadaptación al frío clima de Suiza aunque conquistando el campeonato doméstico.
Tras una declaraciones de Cubillas sobre la posible salida del Club tras problemas de inadaptación al clima frío de Suiza, dejaba una puerta abierta a un posible traspaso al FC Barcelona. Y es que justo cuando el jugador lo pasaba mal en Basilea, Hugo Sotil, compañero suyo en la selección, aterrizaba en el Camp Nou. Su sueño oculto era volver a jugar al lado de su «compadre» Sotil (expresión habitualmente utilizada para referirse a su compatriota).

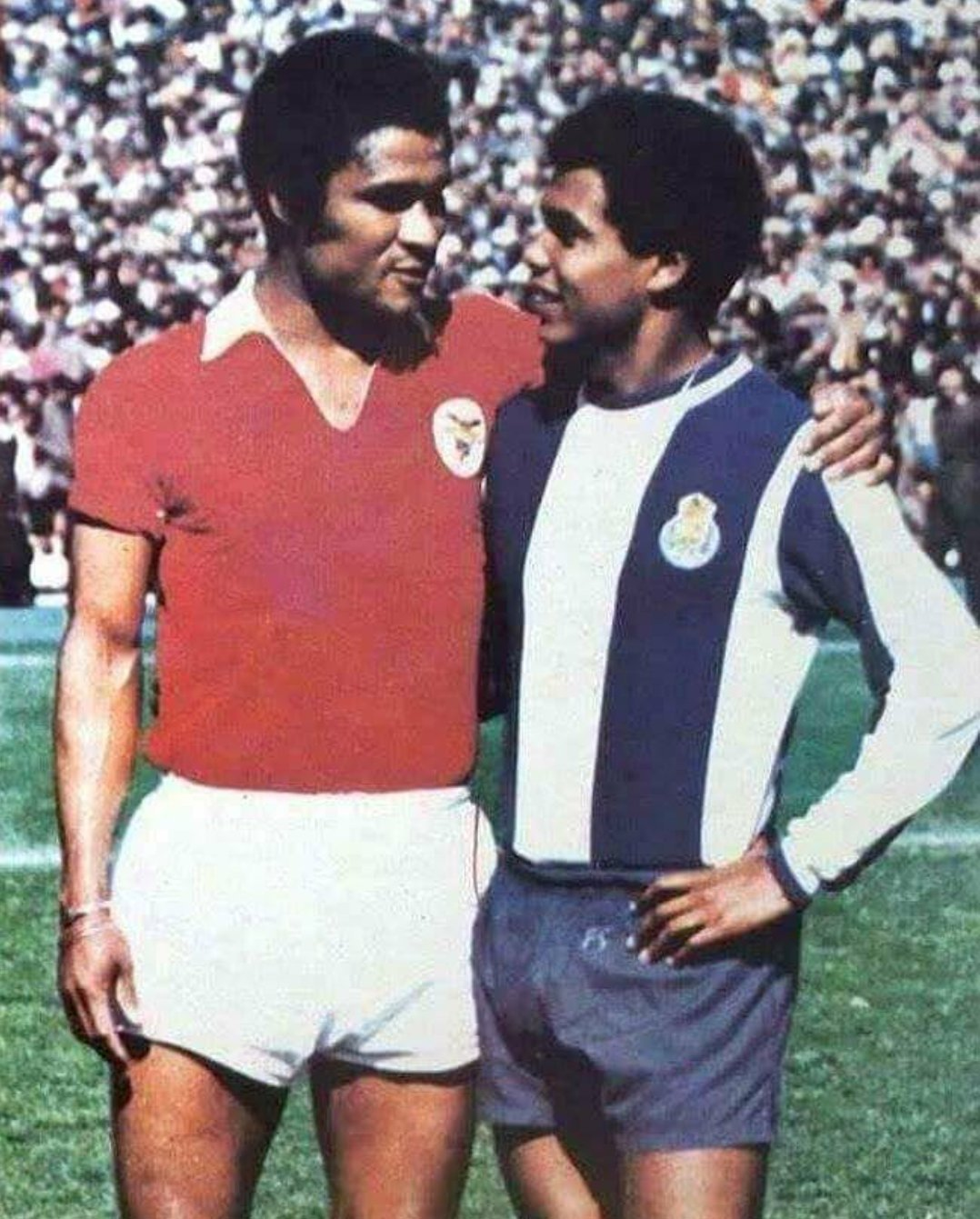
Cubillas y Eusébio en el clásico portugués en 1974.

Y entonces llegaron Oporto, Sporting de Portugal, FC Barcelona, A.C Milán e incluso el Real Madrid.
Pero Reisdorf no estaba dispuesto a dejar escapar al futbolista tan pronto. Pocos días antes de su boda, en diciembre de 1973, los portugueses de Oporto anunciaban que podían reunir el dinero suficiente para el traspaso, una estrategia comercial la última oportunidad para el Nene. Finalmente el Basilea y Reisdorf aceptaron y Cubillas pudo huir de Suiza a cambio de 400.000 dólares. Comenzaba un nuevo camino para él.
Buscando un clima más benigno, Cubillas recala en el FC Oporto, donde permanecería tres temporadas con la camiseta 10 y disfrutando de sus mejores años como jugador. A pesar de no conseguir ganar la liga, sus genialidades quedaron patentes y se ganó el brazalete de capitán, siendo el auténtico ídolo, máximo goleador y capitán de la afición de los dragones. Marcó 66 tantos en 110 partidos, logró alzar la Copa de Portugal de 1976-1977, dos subcampeonatos de liga, uno de copa. 
Cubillas fue el anotador de grandes goles que, aún hoy, recuerdan los fanáticos que tuvieron el privilegio de verlo jugar; fanáticos que lo consideran el mejor jugador extranjero que ha jugado para FC Oporto. El mismo Nene recuerda que «Era el jugador mejor pagado del país, por delante incluso de Eusébio, una leyenda del Benfica y del fútbol mundial».

### El bicampeonato con Alianza Lima y Fort Lauderdale Strikers
Tras su paso destacado por Portugal, en 1977, decidió volver al Perú para jugar nuevamente en las filas del Alianza Lima junto con otras figuras como César Cueto, José Velásquez, Hugo Sotil y Guillermo La Rosa, conformando uno de los mejores equipos en la historia del club blanquiazul y que logró el bicampeonato en 1977 y 1978.
La dupla Sotil-Cubillas fue esencial para muchos de los triunfos blanquiazules y aquella tarde no fue la excepción: el Cholo convirtió un tanto y el Nene otros dos más. En esa misma liguilla, Alianza Lima también había conseguido otro triunfo avasallador de visitante ante Melgar por 0-3; los puntos ganados en ese encuentro serían de vital importancia pues hicieron la diferencia en el puntaje con quien a la postre sería su más cercano perseguidor al título.
La última jornada del torneo de 1977 tenía como protagonistas a Alianza Lima y Melgar de Arequipa, ambos equipos eran los únicos con chances de alzar el trofeo de campeón. Para los arequipeños, el objetivo era derrotar a Sporting Cristal en el Estadio Nacional y esperar a que los íntimos no sumasen punto alguno ante Universitario en Matute.
En ese entonces, el ‘Dominó’ había formado un equipo competitivo y un triunfo ante los celestes estaba dentro de sus posibilidades. Sin embargo, un verdugo llamado Oswaldo ‘Cachito’ Ramírez apareció en el lado celeste para que, con dos tantos, diera la victoria a los del Rímac; el cuadro visitante descontaría luego con un gol, a poco del final, de José Leyva, pero de nada serviría.
Este resultado hizo que Alianza Lima sea inalcanzable y por ende el título pasaba a manos de los íntimos a falta de jugar su último partido ante Universitario.
Con el título en sus manos, Alianza Lima debió enfrentar en la última fecha de la liguilla a Universitario en su estadio y se sospechaba que el entrenador íntimo diera descanso a varios de sus mejores jugadores. No fue así, ya que los íntimos salieron al gramado de Matute con todas sus figuras y decididos a sacarle brillo a su reciente título obtenido. Comenzado el partido, nuevamente la sociedad estrella Sotil-Cubillas apareció para dar juego y goles al equipo aliancista logrando un resultado favorable final de 4-3. José Velásquez, Hugo Sotil y Teófilo Cubillas con un doblete fueron los anotadores del club blanquiazul. Por su parte, en Universitario Roberto Zevallos y Hugo Palomino -doblete- marcaron a favor de los merengues. La algarabía en el Alejandro Villanueva comenzaba a desbordarse y la fiesta del campeón marcaría un hito en la historia.

### Fort Lauderdale Strikers
Posteriormente en marzo de 1979, se marchó a la NASL, para jugar en los Fort Lauderdale Strikers equipo que fichaba una serie de estrellas internacionales al sur de Florida, incluidos los héroes de la Copa Mundial Gordon Banks (Inglaterra '66), Gerd Muller (Alemania Occidental '70 y '74), Bernd Hölzenbein, George Best, la ex superestrella del Manchester United y por supuesto, Teófilo Cubillas (Perú) mejor jugador sudamericano en 1972 y mejor jugador joven del Mundial de México 70.
Los Strikers fueron excelentes en el campo, publicando campañas ganadoras cada año de 1977 a 1982. El club avanzó a la final del Soccer Bowl en 1980, perdiendo 3-0 ante el Cosmos de Nueva York ante 52.385 fanáticos en el Estadio RFK de Washington D. C. y una televisión nacional. audiencia en ABC Sports. Los Strikers también avanzaron a las semifinales de playoffs en 1978, 1981 y 1982.
Cubillas jugó 5 temporadas y se convirtió en el máximo goleador histórico. Su récord de anotaciones lo hizo frente al equipo Aztecas de Los Ángeles, anotándoles un triplete en tan solo siete minutos.

### Últimos años y retirada (1985-1989)
En 1985, jugó en el South Florida Sun logrando el campeonato de la segunda división, denominada USL. 
Su retiro oficial fue en 1986, con 36 años de edad, tras 20 años jugando al fútbol, en un partido memorable, donde participaron diversas estrellas de todo el mundo.
En 1987, a raíz de la tragedia aérea en que murieron todos los jugadores de Alianza Lima, Cubillas volvió a jugar por su club, en las 13 fechas restantes, consiguiendo el subcampeonato. El último gol del Nene con la camiseta blanquiazul fue el 20 de marzo de 1988, en el estadio Nacional del Perú. Se lo convirtió a Jesús Purizaga, en la victoria de Alianza por 2-0 sobre Sporting Cristal.
En 1988, participa en la American Soccer League, anotando siete goles y logrando el subcampeonato con la camiseta del FL Strikers. Se retiró definitivamente a los cuarenta años en 1989, con el Miami Sharks.
Cubillas fue uno de los mejores futbolistas del mundo de los años 1970 y ha sido uno de los jugadores más completos que se haya visto, comúnmente es tomado en cuenta para los ránquines de los mejores goleadores compitiendo con los mejores del mundo, pero al mismo tiempo también es considerado en los ránquines como mejor jugador con grandes genios del balón. Es además uno de los 50 jugadores más votados como Mejor futbolista del siglo en todos los ránquines históricos que se hicieron al finalizar el siglo XX. 
Actualmente se desempeña como Inspector FIFA.

## Selección nacional

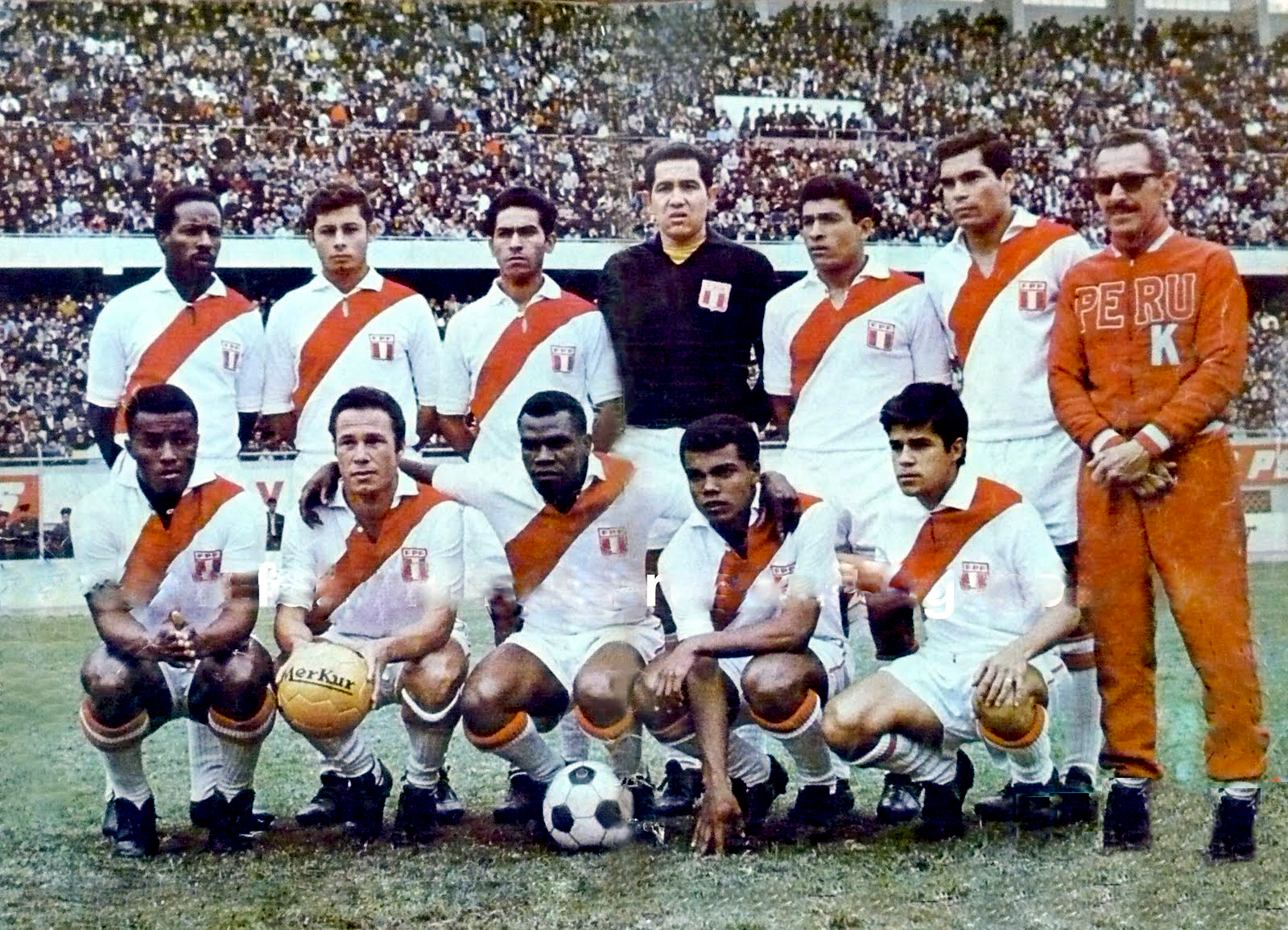
Perú en un partido de preparación para México 70.

Tras destacar notablemente en el fútbol local fue convocado a la selección peruana por Waldir Pereira, Didí, en 1968 para las eliminatorias para el Mundial de México de 1970.
Perú debió enfrentarse a Argentina por las eliminatorias para el Mundial de México de 1970. Logró ganar en Lima por 1 a 0, teniendo que disputar la clasificación en la temida Bombonera, el estadio de Boca Juniors en Buenos Aires.
En un partido difícil de olvidar tanto para peruanos como para argentinos, de la mano de Cubillas, Perú arrancó un hazañoso empate en 2 a 2 que lo llevó a la Copa del Mundo y que eliminó a la selección Argentina.
En aquel Mundial, Cubillas dio el salto a la fama a nivel internacional marcando 5 goles y anotándole a todos los equipos que enfrentó (1 gol a Bulgaria, 2 a Marruecos, 1 a Alemania y 1 a Brasil), llevando a su equipo a los cuartos de final, convirtiéndose en el tercer goleador, el mejor jugador sudamericano y en el Mejor Jugador Joven del Torneo.
Fue tal el desempeño de Cubillas en el Mundial México 70, que luego de las celebraciones por la conquista brasileña de la Copa del Mundo, todos los medios de prensa le preguntaron a Pelé si jugaría el próximo mundial, a lo que Rey replicó que no lo haría, agregando:

«No se preocupen, ya tengo un sucesor y es Teófilo Cubillas».
Pelé, 1970.

Desde entonces, se convertiría en un referente importante del fútbol sudamericano y mundial de la época.
La desilusión con la selección peruana llegaría cuatro años después, Cubillas no jugó el partido decisivo con Chile en Montevideo y Perú no se clasificó para la Copa Mundial de 1974. 
Un año después en cambio integró la selección de fútbol del Perú que se consagró campeona de la Copa América 1975, eliminando en primera fase a Chile y Bolivia, en semifinales a Brasil y en la final a Colombia. Cubillas fue el Mejor Jugador de aquel torneo y entre sus goles se recuerda el hermoso gol de «hoja seca» a Brasil en la histórica victoria de Perú sobre Brasil por 3 a 1, jugado en Belo Horizonte.
Posteriormente jugó la Copa Mundial de Fútbol de 1978, con un buen inicio, mostrando su habilidad, anotando 5 goles y ocupando con su selección el primer lugar de su grupo. En el partido con Escocia, el magnífico gol de tiro libre que Cubillas ejecuta con el borde externo del botín, se encuentra hoy en los archivos de la FIFA como un modelo de ejecución de tiro libre y es considerado unos de los mejores de la historia. En ese torneo el mediocampo de Perú conformado por José Velásquez, César Cueto y Cubillas fue considerado por la crítica internacional como la mejor de la primera fase del mundial. Ya en los cuartos de final, el equipo de Perú descendió su nivel y terminó goleado por Argentina 6 a 0, un resultado que generó polémica, porque para todos los entendidos no existía una diferencia futbolística como para darse ese resultado y esto permitió a la Argentina clasificar a la final. Cubillas en ese partido jugó de punta y todos sabían que sus mejores partidos los hizo de enganche. A pesar de esta situación, Cubillas obtuvo el Botín de Plata como segundo goleador del torneo y fue considerado en el equipo ideal del campeonato.
Jugó la Copa Mundial de 1982, ya con 33 años y no anotó. Luego de la eliminación en la primera fase, Cubillas renunciaría a seguir participando en el equipo y cerró de esa manera su ciclo con la camiseta blanquiroja.
Es el tercer máximo goleador de la selección del Perú con 26 tantos en 81 encuentros oficiales, incluyendo los amistosos ante clubes (Steaua de Bucarest, Racing Club, etc.) anotó 45 goles en 117 partidos.
En una encuesta hecha por la FIFA en Internet, realizada con motivo de la Copa Mundial de 2006 en su sección Mejor Jugador Joven, para elegir al mejor de todos los galardonados con esta distinción en los mundiales, Cubillas ocupó el segundo lugar, después de Pelé. El tercer lugar fue para Michael Owen y el cuarto para Beckenbauer.
En febrero de 2008, en conmemoración de los 50 años de la primera conquista de Brasil de la Copa Mundial, y a manera de homenaje, la revista SI Latino armó la selección ideal, con los mejores jugadores sudamericanos que participaron en Mundiales en este medio siglo, Teófilo Cubillas fue nombrado en el equipo Ideal junto con Pelé, Maradona, Garrincha y otras grandes figuras del fútbol continental.

### Participaciones en Copas del Mundo
| Torneo               | Sede      | Resultado        | Partidos | Goles | Asist. | Prom. |
| -------------------- | --------- | ---------------- | -------- | ----- | ------ | ----- |
| Copa Mundial de 1970 | México    | Cuartos de final | 4        | 5     | 1      | 1.25  |
| Copa Mundial de 1978 | Argentina | Cuartos de final | 6        | 5     | 1      | 0.83  |
| Copa Mundial de 1982 | España    | Primera fase     | 3        | 0     | 0      | 0.00  |
| Total                | Total     | Total            | 13       | 10    | 2      | 0.77  |

### Participaciones en Copas América
| Torneo            | Sede          | Resultado | Partidos | Goles | Asist. | Prom. |
| ----------------- | ------------- | --------- | -------- | ----- | ------ | ----- |
| Copa América 1975 | Sin sede fija | Campeón   | 6        | 2     | 2      | 0.33  |
| Total             | Total         | Total     | 6        | 2     | 2      | 0.33  |

### Participaciones en clasificatorias para Copas del Mundo
| Eliminatorias                    | Sede       | Selección | Resultado      | Partidos | Goles | Asist. | Prom. |
| -------------------------------- | ---------- | --------- | -------------- | -------- | ----- | ------ | ----- |
| Eliminatorias sudamericanas 1970 | Sudamérica | Perú      | (Clasificado)  | 4        | 1     | 2      | 0.25  |
| Eliminatorias sudamericanas 1974 | Sudamérica | Perú      | (No clasificó) | 2        | 0     | 2      | 0.00  |
| Eliminatorias sudamericanas 1978 | Sudamérica | Perú      | (Clasificado)  | 4        | 2     | 3      | 0.50  |
| Eliminatorias sudamericanas 1982 | Sudamérica | Perú      | (Clasificado)  | 1        | 0     | 0      | 0.00  |
| Total                            | Total      | Total     | Total          | 11       | 3     | 7      | 0.27  |

### Goles en Copas del Mundo
| #  | Día                 | Lugar                                            | Oponente  | Marcador | Resultado | Competición  |
| -- | ------------------- | ------------------------------------------------ | --------- | -------- | --------- | ------------ |
| 1  | 2 de junio de 1970  | Estadio León, León, México                       | Bulgaria  | 3-2      | 3-2       | Mundial 1970 |
| 2  | 6 de junio de 1970  | Estadio León, León, México                       | Marruecos | 1-0      | 3-0       | Mundial 1970 |
| 3  | 6 de junio de 1970  | Estadio León, León, México                       | Marruecos | 3-0      | 3-0       | Mundial 1970 |
| 4  | 10 de junio de 1970 | Estadio León, León, México                       | Alemania  | 3-1      | 3-1       | Mundial 1970 |
| 5  | 14 de junio de 1970 | Estadio Jalisco, Guadalajara, México             | Brasil    | 2-1      | 4-2       | Mundial 1970 |
| 6  | 3 de junio de 1978  | Estadio Mario Alberto Kempes, Córdoba, Argentina | Escocia   | 2-1      | 3-1       | Mundial 1978 |
| 7  | 3 de junio de 1978  | Estadio Mario Alberto Kempes, Córdoba, Argentina | Escocia   | 3-1      | 3-1       | Mundial 1978 |
| 8  | 11 de junio de 1978 | Estadio Mario Alberto Kempes, Córdoba, Argentina | Irán      | 2-1      | 4-1       | Mundial 1978 |
| 9  | 11 de junio de 1978 | Estadio Mario Alberto Kempes, Córdoba, Argentina | Irán      | 3-1      | 4-1       | Mundial 1978 |
| 10 | 11 de junio de 1978 | Estadio Mario Alberto Kempes, Córdoba, Argentina | Irán      | 4-1      | 4-1       | Mundial 1978 |

### Resumen estadístico
| Selección Nacional | Año  | Partidos | Goles |
| ------------------ | ---- | -------- | ----- |
| Selección Peruana  | 1968 | 4        | 0     |
| Selección Peruana  | 1969 | 14       | 4     |
| Selección Peruana  | 1970 | 15       | 8     |
| Selección Peruana  | 1971 | 4        | 0     |
| Selección Peruana  | 1972 | 8        | 2     |
| Selección Peruana  | 1973 | 8        | 3     |
| Selección Peruana  | 1975 | 7        | 2     |
| Selección Peruana  | 1977 | 5        | 2     |
| Selección Peruana  | 1978 | 11       | 5     |
| Selección Peruana  | 1981 | 1        | 0     |
| Selección Peruana  | 1982 | 4        | 0     |

## Estadísticas

### Clubes
| Club | Div.            | Temporada       | Liga  | Liga  | Liga   | Copas | Copas | Copas  | Internacional | Internacional | Internacional | Total | Total | Total  | Promedio |
| Club | Div.            | Temporada       | Part. | Goles | Asist. | Part. | Goles | Asist. | Part.         | Goles         | Asist.        | Part. | Goles | Asist. | Promedio |
| --- | --------------- | --------------- | ----- | ----- | ------ | ----- | ----- | ------ | ------------- | ------------- | ------------- | ----- | ----- | ------ | -------- |
| Alianza Lima · Perú | 1.ª             | 1966            | 23    | 19    | 7      | -     | -     | -      | -             | -             | -             | 23    | 19    | 7      | 0.83     |
| Alianza Lima · Perú | 1.ª             | 1967            | 25    | 9     | 8      | -     | -     | -      | -             |               | -             | 25    | 9     | 8      | 0.36     |
| Alianza Lima · Perú | 1.ª             | 1968            | 25    | 19    | 10     | -     | -     | -      | -             | -             | -             | 25    | 19    | 10     | 0.76     |
| Alianza Lima · Perú | 1.ª             | 1969            | 11    | 5     | 5      | -     | -     | -      | -             | -             | -             | 11    | 5     | 5      | 0.45     |
| Alianza Lima · Perú | 1.ª             | 1970            | 27    | 22    | 10     | -     | -     | -      | -             | -             | -             | 27    | 22    | 10     | 0.81     |
| Alianza Lima · Perú | 1.ª             | 1971            | 29    | 22    | 10     | -     | -     | -      | -             | -             | -             | 29    | 22    | 10     | 0.76     |
| Alianza Lima · Perú | 1.ª             | 1972            | 29    | 14    | 10     | -     | -     | -      | 6             | 6             | 2             | 35    | 20    | 12     | 0.57     |
| Alianza Lima · Perú | Total 1.ª etapa | Total 1.ª etapa | 169   | 110   | 60     | 0     | 0     | 0      | 6             | 6             | 2             | 175   | 116   | 62     | 0.66     |
| FC Basel · Suiza | 1.ᵃ             | 1973            | 10    | 3     | 3      | 2     | 3     | 3      | 4             | 2             | 2             | 16    | 8     | 8      | 0.5      |
| FC Oporto Portugal | 1.ᵃ             | 1973-74         | 12    | 4     | 5      | 3     | 1     | 2      | -             | -             | -             | 15    | 5     | 7      | 0.33     |
| FC Oporto Portugal | 1.ᵃ             | 1974-75         | 28    | 9     | 10     | 6     | 4     | 5      | 4             | 2             | 1             | 38    | 15    | 16     | 0.44     |
| FC Oporto Portugal | 1.ᵃ             | 1975-76         | 29    | 28    | 12     | 4     | 4     | 2      | 5             | 4             | 2             | 38    | 36    | 16     | 0.95     |
| FC Oporto Portugal | 1.ᵃ             | 1976-77         | 14    | 7     | 9      | 3     | 2     | 3      | 2             | 1             | 4             | 19    | 10    | 16     | 0.52     |
| FC Oporto Portugal | Total club      | Total club      | 83    | 48    | 36     | 16    | 11    | 12     | 11            | 7             | 7             | 110   | 66    | 55     | 0.6      |
| Alianza Lima · Perú | 1.ª             | 1977            | 32    | 23    | 9      | -     | -     | -      | -             | -             | -             | 32    | 23    | 9      | 0.72     |
| Alianza Lima · Perú | 1.ª             | 1978            | 15    | 12    | 5      | -     | -     | -      | 10            | 7             | 5             | 25    | 19    | 10     | 0.76     |
| Alianza Lima · Perú | Total 2.ª etapa | Total 2.ª etapa | 47    | 35    | 14     | 0     | 0     | 0      | 10            | 7             | 5             | 57    | 42    | 19     | 0.74     |
| Fort Lauderdale Strikers USA |                 |                 |       |       |        |       |       |        |               |               |               |       |       |        |          |
| 1.ª | 1979            | 30              | 11    | 18    | -      | -     | -     | -      | -             | -             | 30            | 11    | 18    | 0.36   |          |
| 1.ª | 1980            | 27              | 16    | 14    | -      | -     | -     | -      | -             | -             | 27            | 16    | 14    | 0.6    |          |
| 1.ª | 1981            | 36              | 16    | 14    | -      | -     | -     | -      | -             | -             | 36            | 16    | 14    | 0.44   |          |
| 1.ª | 1982            | 19              | 16    | 5     | -      | -     | -     | -      | -             | -             | 19            | 16    | 5     | 0.84   |          |
| 1.ª | 1983            | 27              | 15    | 14    | -      | -     | -     | -      | -             | -             | 27            | 15    | 14    | 0.55   |          |
| Total 1.ª etapa | Total 1.ª etapa | 139             | 74    | 65    | 0      | 0     | 0     | 0      | 0             | 0             | 139           | 74    | 65    | 0.53   |          |
| Alianza Lima · Perú | 1.ª             | 1984            | 6     | 4     | 3      | -     | -     | -      | -             | -             | -             | 6     | 4     | 3      | 0.66     |
| South Florida Sun USA | 2.ª             | 1985            | 5     | 1     | 3      | -     | -     | -      | -             | -             | -             | 5     | 1     | 3      | 0.12     |
| South Florida Sun USA | 2.ª             | 1986            | 7     | 4     | 4      | -     | -     | -      | -             | -             | -             | 7     | 4     | 4      | 0        |
| South Florida Sun USA | Total club      | Total club      | 12    | 5     | 7      | -     | -     | -      | -             | -             | -             | 12    | 5     | 7      | 0.14     |
| Alianza Lima · Perú | 1.ª             | 1987            | 13    | 3     | 4      | -     | -     | -      | -             | -             | -             | 13    | 3     | 4      | 0.23     |
| Alianza Lima · Perú | Total club      | Total club      | 235   | 152   | 81     | -     | -     | -      | 16            | 13            | 7             | 251   | 165   | 88     | 0.66     |
| Fort Lauderdale Strikers USA | 2.ᵃ             | 1988            | 5     | 7     | 3      | -     | -     | -      | -             | -             | -             | 5     | 7     | 3      | 1.4      |
| Fort Lauderdale Strikers USA | Total club      | Total club      | 144   | 81    | 68     | -     | -     | -      | -             | -             | -             | 144   | 81    | 68     | 0.56     |
| Miami Sharks USA | 2.ᵃ             | 1989            | 2     | 2     | 1      | -     | -     | -      | -             | -             | -             | 2     | 2     | 1      | 1        |
| Total carrera | Total carrera   | Total carrera   | 481   | 287   | 196    | 18    | 14    | 15     | 31            | 22            | 16            | 535   | 327   | 230    | 0.59     |
| (1) Incluye datos de la Copa de Suiza, Copa de Portugal. (2) Incluye datos de la Liga de Campeones de la UEFA, Copa UEFA. (3) No incluye goles en partidos amistosos. (4) Incluye datos de la primera división y segunda división. |                 |                 |       |       |        |       |       |        |               |               |               |       |       |        |          |

### Resumen estadístico
Goles
| División              | Partidos | Goles | Promedio |
| --------------------- | -------- | ----- | -------- |
| Primera división      | 467      | 268   | 0.57     |
| Segunda división      | 14       | 10    | 0.71     |
| Copas nacionales      | 18       | 14    | 0.77     |
| Copas internacionales | 31       | 22    | 0.7      |
| Selección peruana     | 81       | 26    | 0.32     |
| Total                 | 611      | 340   | 0.55     |

Asistencias
| División              | Partidos | Asistencias | Promedio |
| --------------------- | -------- | ----------- | -------- |
| Primera división      | 467      | 185         | 0.37     |
| Segunda división      | 14       | 11          | 0.78     |
| Copas nacionales      | 18       | 15          | 0.76     |
| Copas internacionales | 31       | 16          | 0.51     |
| Selección peruana     | 81       | 22          | 0.27     |
| Total                 | 611      | 249         | 0.40     |

#### Goles y asistencias
| División              | Partidos | Goles | Asistencias | Goles + asist. | Media goles + asist. |
| --------------------- | -------- | ----- | ----------- | -------------- | -------------------- |
| Primera división      | 467      | 268   | 185         | 453            | 0.97                 |
| Segunda división      | 14       | 10    | 11          | 21             | 1.5                  |
| Copas nacionales      | 18       | 14    | 15          | 29             | 1.61                 |
| Copas internacionales | 31       | 22    | 16          | 38             | 1.44                 |
| Selección peruana     | 81       | 26    | 22          | 48             | 0.59                 |
| Total                 | 611      | 340   | 249         | 589            | 0.96                 |

### Entrenador
| Equipo              | Div.  | Temporada | Liga | Liga | Liga | Liga | Liga |    | Copa | Copa | Copa | Copa |   | Internacional | Internacional | Internacional | Internacional | Internacional |   | Otros | Otros | Otros | Otros |   | Totales     | Totales | Totales | Totales | Totales | Totales | Totales | Totales | Totales |
| Equipo              | Div.  | Temporada | PD   | G    | E    | P    | Pos. | PD | G    | E    | P    | PD   | G | E             | P             | Pos.          | PD            | G             | E | P     | PD    | G     | E     | P | Rendimiento | GF      | GC      | Dif.    | Ptos.   |         |         |         |         |
| ------------------- | ----- | --------- | ---- | ---- | ---- | ---- | ---- | -- | ---- | ---- | ---- | ---- | - | ------------- | ------------- | ------------- | ------------- | ------------- | - | ----- | ----- | ----- | ----- | - | ----------- | ------- | ------- | ------- | ------- | ------- | ------- | ------- | ------- |
| Alianza Lima · Perú | 1.ª   | 1988      | 18   | 9    | 5    | 4    | 6.°  | -  | -    | -    | -    | -    | - | -             | -             | -             | -             | -             | - | -     | 18    | 9     | 5     | 4 | 59.26%      | 28      | 20      | +8      | 23      |         |         |         |         |
| Alianza Lima · Perú | Total | Total     | 18   | 9    | 5    | 4    | -    | -  | -    | -    | -    | -    | - | -             | -             | -             | -             | -             | - | -     | 18    | 9     | 5     | 4 | 59.26%      | 28      | 20      | +8      | 23      |         |         |         |         |
| 1.                  |       |           |      |      |      |      |      |    |      |      |      |      |   |               |               |               |               |               |   |       |       |       |       |   |             |         |         |         |         |         |         |         |         |

## Palmarés

### Campeonatos nacionales
| Título           | Club         | País     | Año  |
| ---------------- | ------------ | -------- | ---- |
| Nationalliga     | Basilea      | Suiza    | 1973 |
| Copa de Portugal | F. C. Porto  | Portugal | 1977 |
| Primera División | Alianza Lima | Perú     | 1977 |
| Primera División | Alianza Lima | Perú     | 1978 |

### Copas internacionales
| Título       | Selección          | Sede    | Año  |
| ------------ | ------------------ | ------- | ---- |
| Copa América | Selección del Perú | Caracas | 1975 |

### Distinciones individuales
| Distinción                                                                   | Año  |
| ---------------------------------------------------------------------------- | ---- |
| Máximo goleador de la primera división del Perú (19 goles)                   | 1966 |
| Mejor jugador de la primera división del Perú                                | 1966 |
| 2.º máximo goleador de la primera división del Perú (19 goles)               | 1968 |
| Máximo goleador de la primera división del Perú (22 goles)                   | 1970 |
| Mejor Jugador de la primera división del Perú                                | 1970 |
| Balón de Bronce de la Copa Mundial de Fútbol por la FIFA                     | 1970 |
| Mejor jugador joven de la Copa Mundial de Fútbol por la FIFA                 | 1970 |
| Mejor jugador sudamericano de la Copa Mundial de Fútbol                      | 1970 |
| Bota de bronce de la Copa Mundial de la FIFA                                 | 1970 |
| Mejor jugador joven del mundo                                                | 1970 |
| Futbolista peruano del año                                                   | 1970 |
| 4.º mejor futbolista sudamericano del año en el mundo                        | 1971 |
| Mejor mediocampista ofensivo sudamericano del año                            | 1971 |
| Máximo goleador de la Copa Libertadores de América (6 goles)                 | 1972 |
| Mejor futbolista sudamericano del año                                        | 1972 |
| Mejor mediocampista sudamericano del mundo                                   | 1972 |
| Futbolista peruano del año                                                   | 1972 |
| Mejor jugador de la Copa América                                             | 1975 |
| En el equipo ideal de la Copa América                                        | 1975 |
| Mejor jugador extranjero de la liga portuguesa                               | 1975 |
| Máximo goleador del FC Oporto en la liga portuguesa                          | 1975 |
| Máximo goleador del FC Oporto en la temporada 1975-1976 (36 goles)           | 1975 |
| Jugador del año del FC Oporto                                                | 1975 |
| 2.º máximo goleador de la liga portuguesa (28 goles)                         | 1975 |
| Mediocampista más goleador del mundo (36 goles)                              | 1975 |
| Futbolista del año en Portugal                                               | 1975 |
| Nombrado mejor futbolista del Perú en el extranjero                          | 1975 |
| Futbolista peruano del año                                                   | 1975 |
| 2.º máximo goleador extranjero en la historia del FC Oporto                  | 1977 |
| Parte del equipo ideal de la Copa Libertadores                               | 1978 |
| 2.º máximo goleador de la Copa Libertadores (7 goles)                        | 1978 |
| Mejor Mediocampista de la Copa Mundial de Fútbol                             | 1978 |
| Bota de Plata de la Copa Mundial de la FIFA                                  | 1978 |
| Incluido en el Equipo All-Star de la Copa Mundial de la FIFA                 | 1978 |
| Futbolista peruano del año                                                   | 1978 |
| 4.º mejor futbolista sudamericano del año en el mundo                        | 1978 |
| Máximo goleador de la historia de la selección de fútbol del Perú            | 1978 |
| Máximo goleador del Fort Lauderdale Strikers en la temporada 1980 (18 goles) | 1980 |
| NASL: Nombrado mejor mediocampista del año                                   | 1980 |
| Incluido en el equipo de las estrellas por la NASL                           | 1980 |
| Máximo goleador del Fort Lauderdale Strikers en la temporada 1981 (19 goles) | 1981 |
| NASL: Nombrado mejor mediocampista del año                                   | 1981 |
| Incluido en el equipo de las estrellas por la NASL                           | 1981 |
| Fort Lauderdale Strikers: Máximo goleador de todos los tiempos               | 1984 |

#### Retirado
| Distinción | Año        |
| --- | ---------- |
| Segundo máximo goleador en la historia de Alianza Lima | 167 goles  |
| Máximo goleador de la historia de Alianza Lima en la Copa Libertadores                                                                                                | 13 goles   |
| Nombrado uno de los 100 mejores jugadores de los mundiales por France Football ocupando el puesto 32                                                                  | 1998       |
| Nombrado uno de los 100 mejores jugadores de la historia por World Soccer Magazine                                                                                    | 1999       |
| Elegido uno de los 100 mejores jugadores de la historia por Placar | 1999       |
| Nombrado uno de los 100 mejores jugadores de la historia de los mundiales por Placar ocupando el puesto 71                                                            | 1999       |
| Nombrado el mejor futbolista peruano del siglo XX | 2000       |
| Integrante del Salón de la Fama del estadio Maracaná | 2000       |
| Top 10 máximos goleadores en la historia de la Copa Mundial de Fútbol                                                                                                 | 2000       |
| Galardonado como FIFA 100 | 2004       |
| Premiado con la Medalla del Centenario de la FIFA | 2004       |
| Elegido uno de los 50 mejores futbolistas del mundo del siglo XX (IFFHS)                                                                                              | 2006       |
| Elegido uno de los 20 mejores futbolistas sudamericanos del siglo XX (IFFHS)                                                                                          | 2006       |
| Elegido el 2.º mejor jugador joven de la historia de los mundiales | 2006       |
| Nombrado uno de los 100 mejores goleadores de primera división en la historia del fútbol                                                                              | 2006       |
| Mediocampista lationamericano más goleador de la historia en Campeonatos Nacionales                                                                                   | 2006       |
| Nombrado entre los 50 mejores jugadores del siglo XX The Best of the Best, según votaciones de todos los ránquines mundiales que se hicieron al finalizar el siglo XX | 2007       |
| Premio Fox Sports por extraordinaria carrera futbolística | 2008       |
| Nombrado en el once ideal de Sudamérica en la historia de los mundiales                                                                                               | 2008       |
| Incluido en el once ideal de Sudamérica de los últimos 50 años (1958-2008 ) por Sports Illustrated                                                                    | 2008       |
| Elegido el 3.er mejor jugador del mundo de los años 70 en votación por periódico español 20 Minutos                                                                   | 2008       |
| Elegido uno de los 25 mejores goles de tiro libre de todos los tiempos (gol a Escocia)                                                                                | 2008       |
| Lugar destacado en Museo Electrónico de Conmebol | 2009       |
| Incluido en el once ideal histórico de Alianza Lima | 2011       |
| Incluido en el XI ideal sudamericano de todos los tiempos, según Goal.com                                                                                             | 2012       |
| Condecorado por el Instituto Superior da Maia por su paso destacado en el FC Oporto                                                                                   | 2012       |
| Condecorado con la medalla Caballero del Amazonas por la trayectoria deportiva                                                                                        | 2014       |
| Laureles Deportivos | 2014       |
| Nombrado en el top 100 de los mejores futbolistas de la historia de los mundiales por The Guardian                                                                    | 2014       |
| Dueño de uno de los diez mejores goles en la historia de los mundiales, según ABC                                                                                     | 2014       |
| Incluido en la clasificación de los 10 cracs que no ganaron una Copa Mundial de Fútbol por ESPN                                                                       | 2014       |
| Leyenda de los mundiales por el diario Marca | 2014       |
| Considerado como una de las 20 grandes leyendas vivas del fútbol por la cadena de televisión Bein Sports                                                              | 2014       |
| Integra el equipo ideal histórico de la Copa América, según el sitio oficial del certamen continental                                                                 | 2015       |
| Homenaje a la trayectoria por Conmebol | 2015       |
| Galardonado con el Premio Fair Play del Comité Olímpico Internacional a la Trayectoria Deportiva                                                                      | 2016       |
| Incluido en el XI ideal de la Copa América de todos los tiempos, según Goal.com                                                                                       | 2016       |
| Integra el grupo de las estrellas del fútbol que estamparon su huella en el Museo del Fútbol Sudamericano                                                             | 2017       |
| Premio de la Conmebol por engrandecer al fútbol del continente | 2017       |
| Nombrado entre los 30 volantes que hicieron historia por El Gráfico                                                                                                   | 2017       |
| Elegido uno de los 100 mejores futbolistas de la historia, según la prestigiosa revista FourFourTwo, posición 66°                                                     | 2017       |
| Incluido dentro de los mejores 50 futbolistas de la historia representativos de cada país por These Football Time (The Guardian)                                      | 2017       |
| Incluido dentro de los 100 mejores jugadores de la historia de las Copas del Mundo por FIFA                                                                           | 2018       |
| Incluido en el once ideal histórico de Alianza Lima | 2018       |
| Nombrado entre los 30 mejores mediocampistas ofensivos de la historia, según Goal.com                                                                                 | 2018       |
| Homenaje a la trayectoria por FC Oporto | 2018       |
| 2.º mejor mediocampista ofensivo del mundo de la década de 1970 | 2018       |
| Elegido uno de los 5 goles de tiro libre más recordado en la historia del fútbol (gol a Escocia en el mundial 1978)                                                   | 2018       |
| Homenaje a la trayectoria por FIFA | 2018       |
| Nombrado entre los 21 mejores delanteros de la historia, según el diario AS                                                                                           | 2018       |
| Incluido en la lista de Diego Maradona de los 23 mejores cracs que enfrentó                                                                                           | 2019       |
| Incluido dentro de los 6 mejores números 10 históricos del fútbol sudamericano, según ESPN                                                                            | 2020       |
| Dueño del mejor gol mundialista en la historia de la selección peruana de fútbol                                                                                      | 2020       |
| Parte del Museo especial del FC Oporto | 2020       |
| Dueño de uno de los 7 mejores goles del Mundial de 1970, según la FIFA                                                                                                | 2020       |
| Nombrado entre los 50 mejores futbolistas de la historia, según Julio Maldonado, Maldini                                                                              | 2020       |
| Incluido en el once histórico de la selección peruana elaborado por la IFFHS.                                                                                         | 2022       |
| Mediocampista más goleador (10 goles) y con mejor promedio de gol (0.77) en la historia de la Copa Mundial de Fútbol                                                  | Actualidad |

## Récords
- Máximo goleador peruano en torneos de primera división, según estadísticas de la IFFHS (268 goles).
- Ocupa el 7.º lugar en la clasificación mundial de los centrocampistas goleadores de los torneos de primera división realizado por la IFFHS en 2007.
- Es el tercer mediocampista sudamericano más goleador de los torneos de primera división.
- Es el 9.º máximo goleador de la historia de la Copa Mundial de Fútbol.
- Junto con Batistuta es el tercer máximo goleador latinoamericano en la historia de los mundiales, tras Ronaldo y Pelé.
- Mediocampista más goleador (diez goles) y con mejor promedio de gol (0.77) en la historia de la Copa Mundial de Fútbol.
- Uno de los 19 futbolistas elegidos dos veces (1970 y 1978) en el once ideal de la Copa Mundial de Fútbol.
- Junto con el neerlandés Rob Rensenbrink, fueron los únicos que anotaron un triplete en la Copa Mundial de Fútbol de 1978.[96]
- Uno de los cuatro máximos anotadores de tiro libre en la historia de la Copa Mundial de Fútbol junto con Pelé, Beckham y Rivelino.
- Futbolista peruano con mayor participación en la Copa Mundial de Fútbol: trece partidos.
- Uno de los 19 futbolistas sudamericanos más votados como mejor futbolista del siglo en todos los rankings mundiales que se hicieron al finalizar el siglo XX.
- 5 veces candidato a mejor jugador de Sudamérica en 1971,[18] 1972,[19] 1975,[20] 1977[21] y 1978.[22]
- 3.° máximo goleador en la historia de la selección peruana (26 goles).
- Es el 2.º goleador histórico del club Alianza Lima al anotar 165 goles con la camiseta blanquiazul.
- Es el máximo goleador del club Alianza Lima en la Copa Libertadores, con 13 goles.
- Es el segundo máximo goleador extranjero en la historia del club FC Oporto al anotar 66 goles.
- Es el máximo goleador del club Fort Lauderdale con 72 goles oficiales (66 en la NASL y 6 en los playoffs).
- Elegido uno de los veinte mejores jugadores en la historia de la North American Soccer League (NASL).
- En la NASL ostenta el récord de anotar tres tantos en solo 7 minutos a los Aztecas de Los Ángeles.
- Es el jugador peruano más joven en ser el máximo goleador de la liga peruana de fútbol, con diecisiete años de edad y siete meses, hecho que ocurrió en diciembre de 1966.
- Es el futbolista peruano que más goles ha anotado en una temporada europea, al marcar 36 goles en 38 partidos en la temporada 1975-76 con la camiseta del FC Oporto (28 goles en Liga, 4 en Copa de Portugal y 4 en Copa UEFA).
- Futbolista peruano con mejor promedio de gol en competencias europeas, al anotar 74 goles oficiales en 126 partidos y logrando un promedio de 0.58 gol/partido.
- Incluido entre los diez mejores futbolistas del mundo en la década de los setenta en la clasificación de la IFFHS.
- Mediocampista más goleador de la historia del FC Oporto.
- Futbolista peruano con más goles en la Copa Mundial de Fútbol: diez goles.
- Único jugador peruano en ser galardonado con el FIFA 100.

## Partidos no oficiales
Incluyendo los tantos convertidos en torneos oficiales, no oficiales (hubo muchos en su país) y amistosos. Ostenta el siguiente récord:
| Equipo                    | Partidos | Goles | Promedio |
| ------------------------- | -------- | ----- | -------- |
| Alianza Lima              | 438      | 295   | 0.67     |
| FC Basilea                | 16       | 8     | 0.50     |
| FC Oporto                 | 118      | 77    | 0.65     |
| FL Strikers               | 167      | 79    | 0.47     |
| South Florida Sun         | 10       | 5     | 0.5      |
| Miami Sharks              | 14       | 5     | 0.36     |
| Selección peruana         | 117      | 45    | 0.38     |
| Béneficos, máster y otros | 24       | 18    | 0.75     |
| Total                     | 904      | 532   | 0.59     |

## Comentarios[98]
Teófilo Cubillas es mi sucesor.
Pelé, 1970.

Cubillas era un especialista en los pases y en los tiros, como el de «tres dedos» que lo hizo a la perfección.
Zico, 2006.

Cubillas era de esos antiguos «10», espectaculares, que siempre mandaban en la cancha.
Mario Kempes, 2006.

Cuando vi ese gol (de Cubillas a Escocia), decidí que yo también quería patear tiros libres.
José Luis Chilavert, 2006.

| Predecesor: Tostão | Futbolista del año en Sudamérica 1972 | Sucesor: Pelé |

| Predecesor: Franz Beckenbauer | Premio al mejor jugador joven FIFA 1970 | Sucesor: Władysław Żmuda |

## Controversia política
En 2002, Vladimiro Montesinos, investigado por el caso de corrupción en los años 1990, afirmó que había pagado 3 mil dólares al exmundialista para que apoye la candidatura de reelección de Alberto Fujimori. El deportista reconoció el suceso pero negó haber recibido dinero.